# Congosto
Congosto del Bierzo és un municipi de la província de Lleó, a la comunitat autònoma de Castella i Lleó.

## Demografia
| 1991 | 1996 | 2001 | 2004 |
| ---- | ---- | ---- | ---- |
| 1974 | 1788 | 1759 | 1691 |

## Personalitats
- Álvaro de Mendaña y Neira, descobridor de les illes Salomó i les Illes Marqueses.